# Cupido ardea
Cupido ardea är en fjärilsart som beskrevs av Edwards 1871. Cupido ardea ingår i släktet Cupido och familjen juvelvingar. Inga underarter finns listade i Catalogue of Life.